# Ethadopselaphus
Ethadopselaphus är ett släkte av skalbaggar. Ethadopselaphus ingår i familjen vivlar.
Kladogram enligt Catalogue of Life:
| Ethadopselaphus | \| \| Ethadopselaphus cicatricosus \| \| \| \| \| \| Ethadopselaphus grouvellei \| \| \| \| |
|                 | \| \| Ethadopselaphus cicatricosus \| \| \| \| \| \| Ethadopselaphus grouvellei \| \| \| \| |
|                 | Ethadopselaphus cicatricosus                                                                |
|                 |                                                                                             |
|                 | Ethadopselaphus grouvellei                                                                  |
|                 |                                                                                             |